# واشنطونية

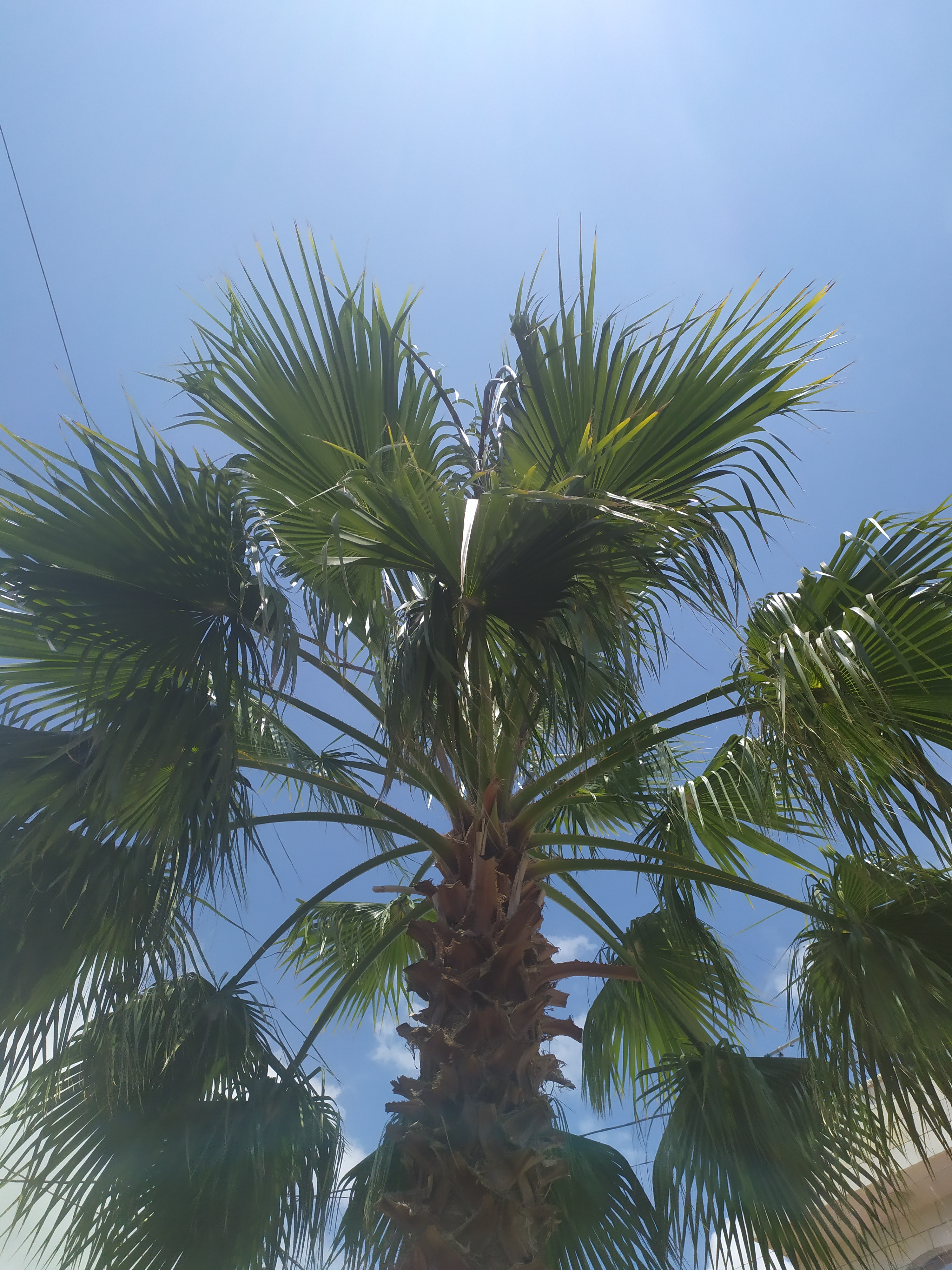
أشجار واشنطونية

الواشِنطُونِيَة  نوع نباتي شجري يشبه النخيل وينتمي إلى الفصيلة الفوفلية (النخلية سابقًا). موطنه الولايات المتحدة وسمي تيمناً بجورج واشنطن. يوجد منه نوعان أدخلا إلى معظم مناطق الوطن العربي.

## النوعان
- الواشنطونية الخيطية (باللاتينية: Washingtonia filifera)
- الواشنطونية المتينة (باللاتينية: Washingtonia robusta)

## معرض صور

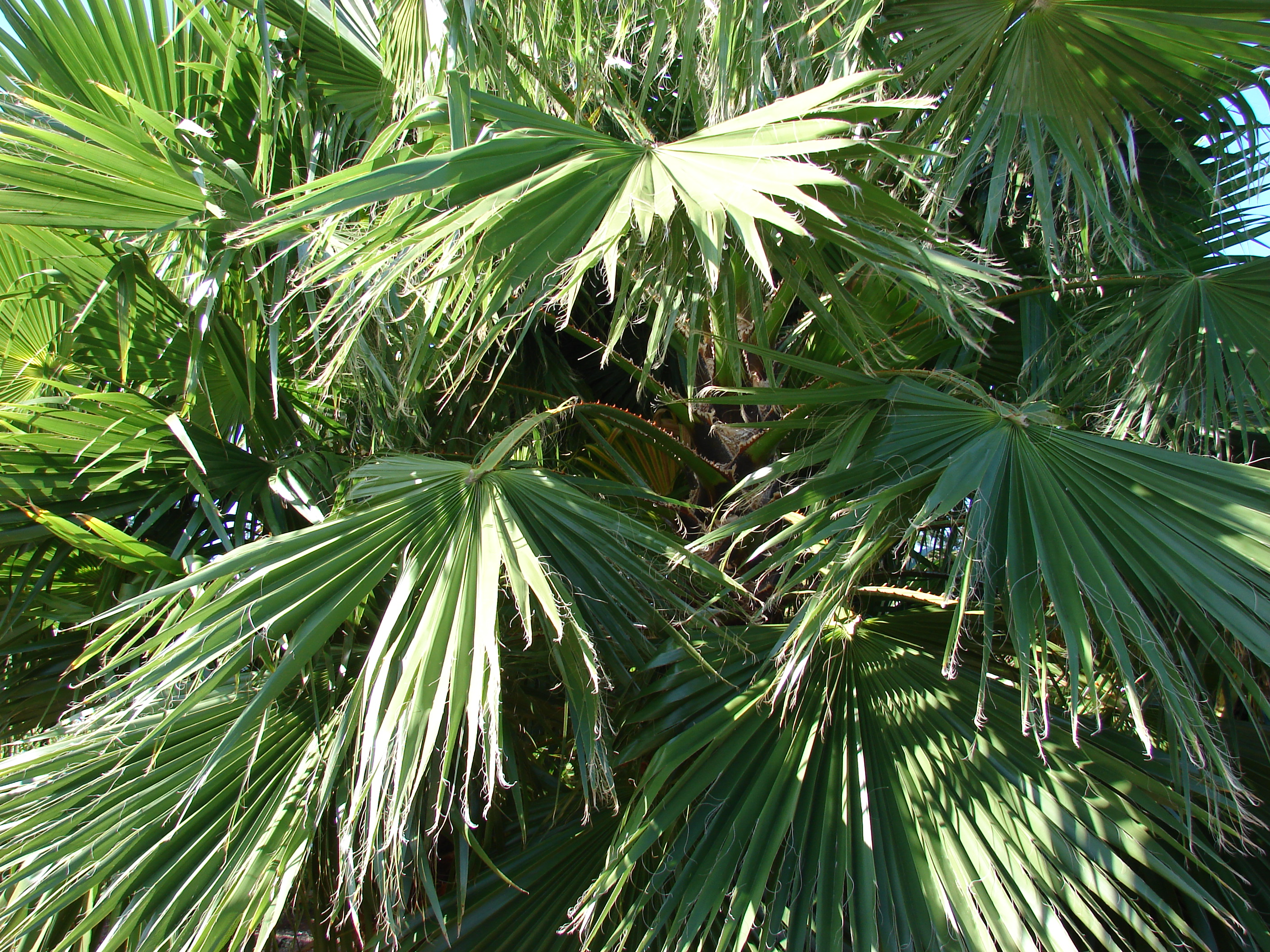
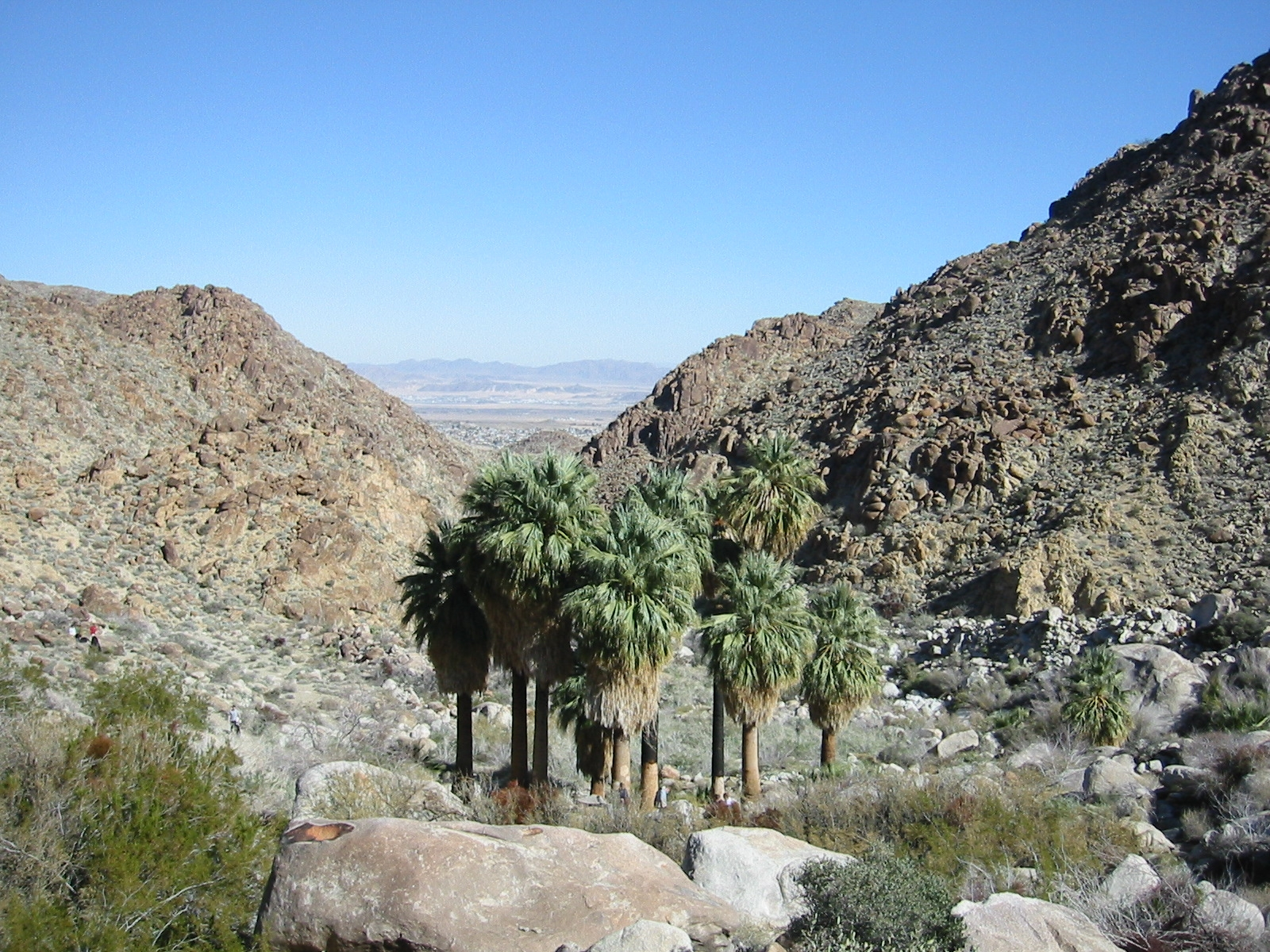
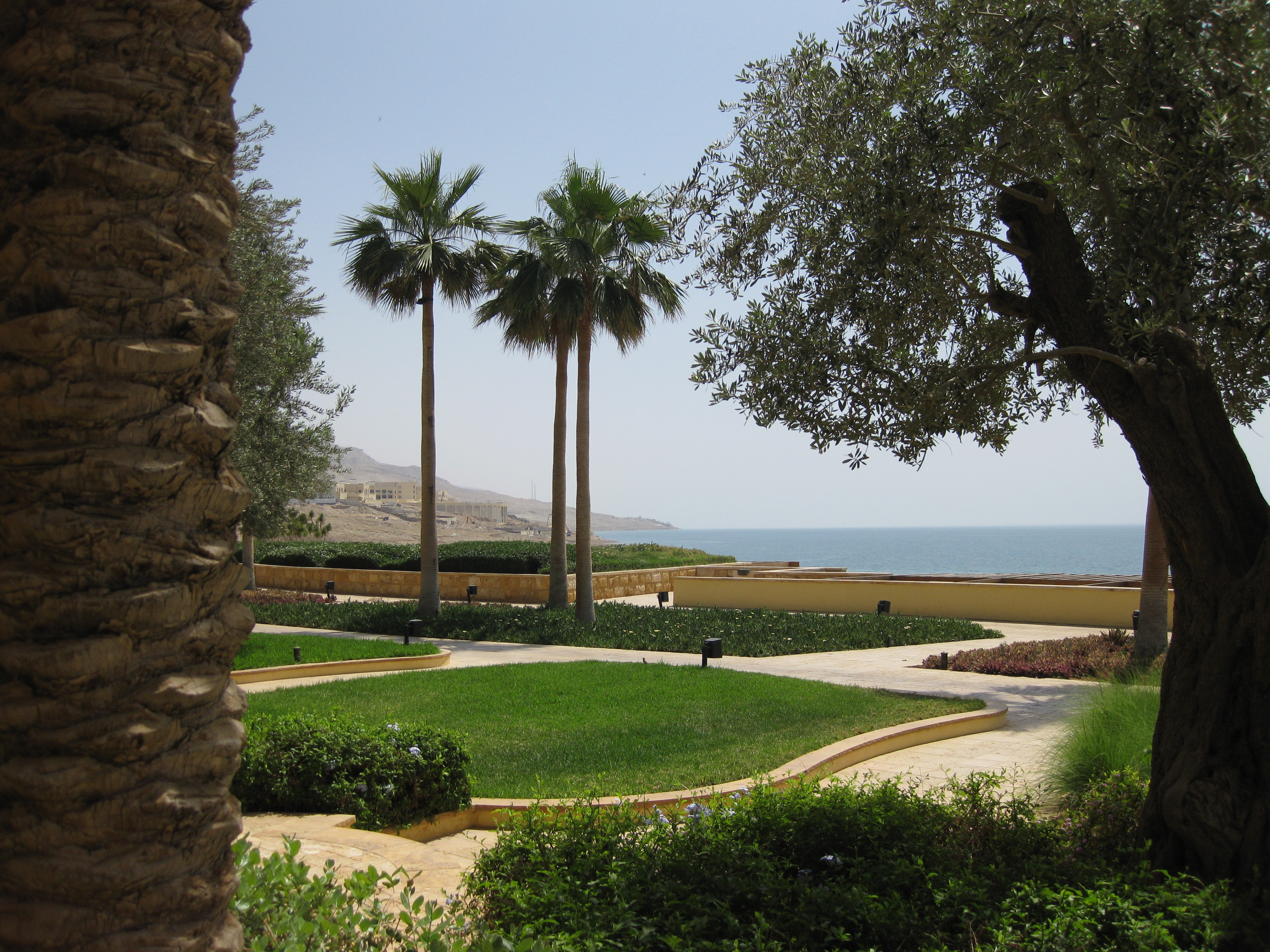
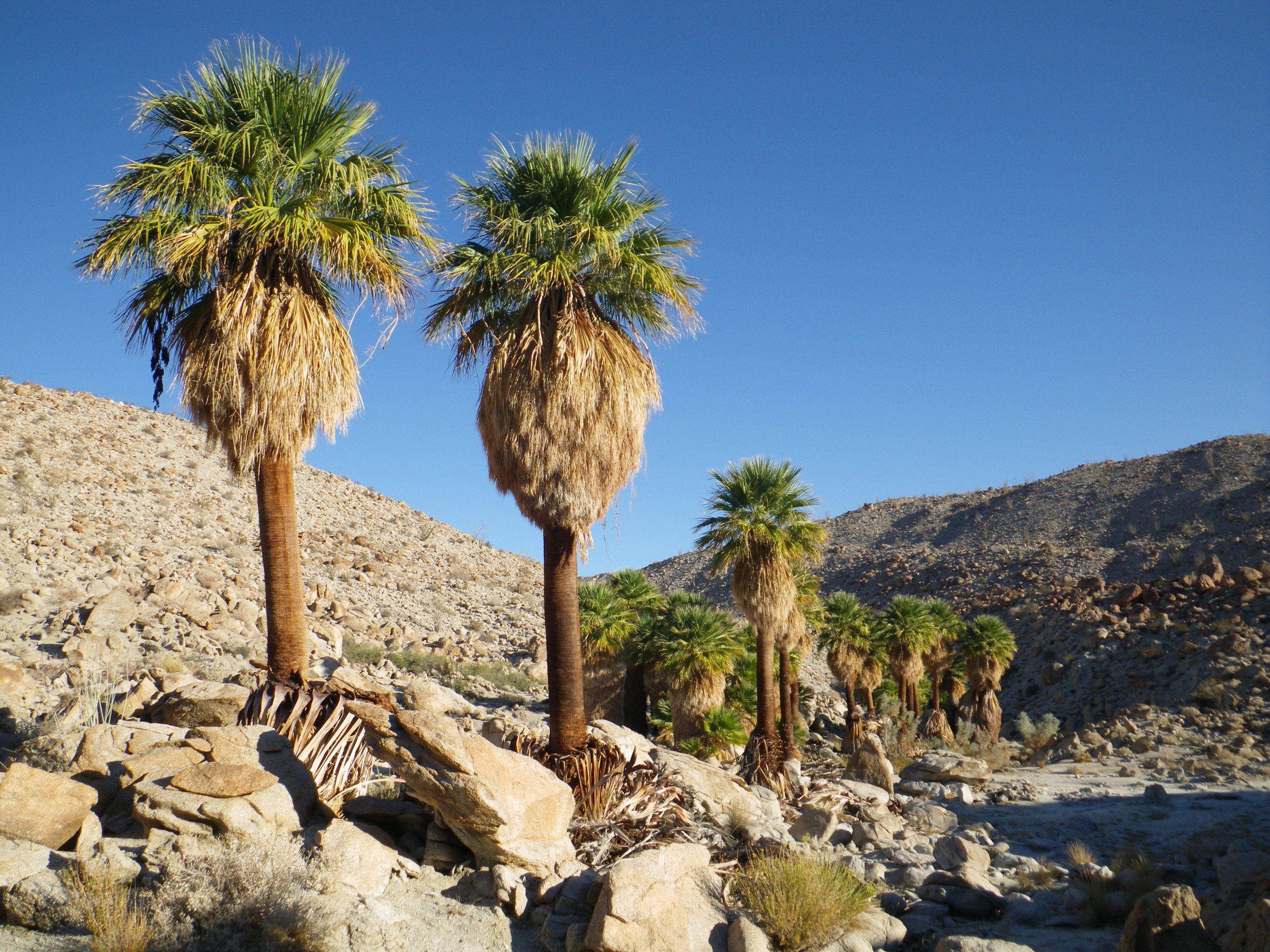
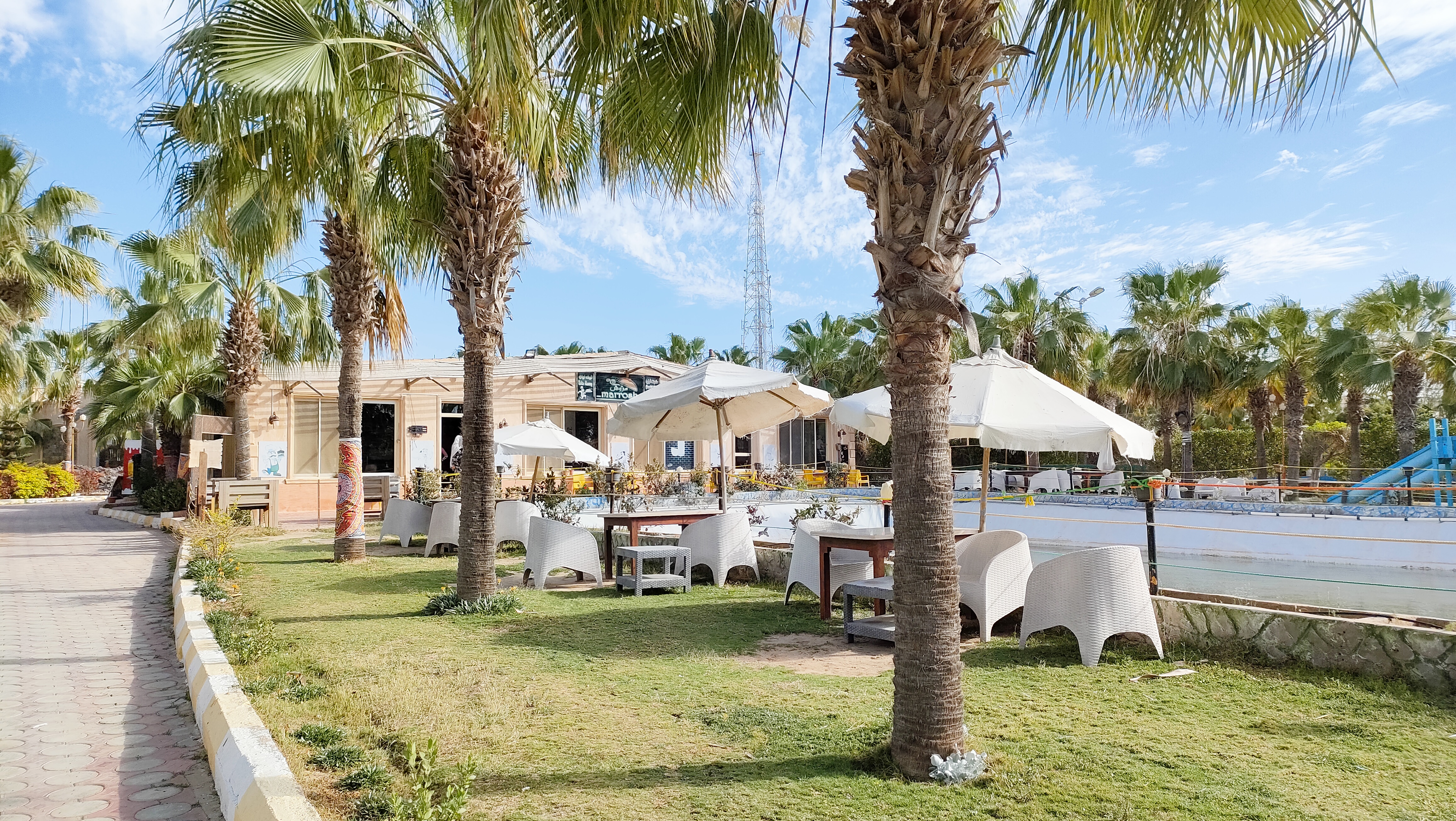
واشنطونية في مدينة برج العرب الجديدة بمصر.
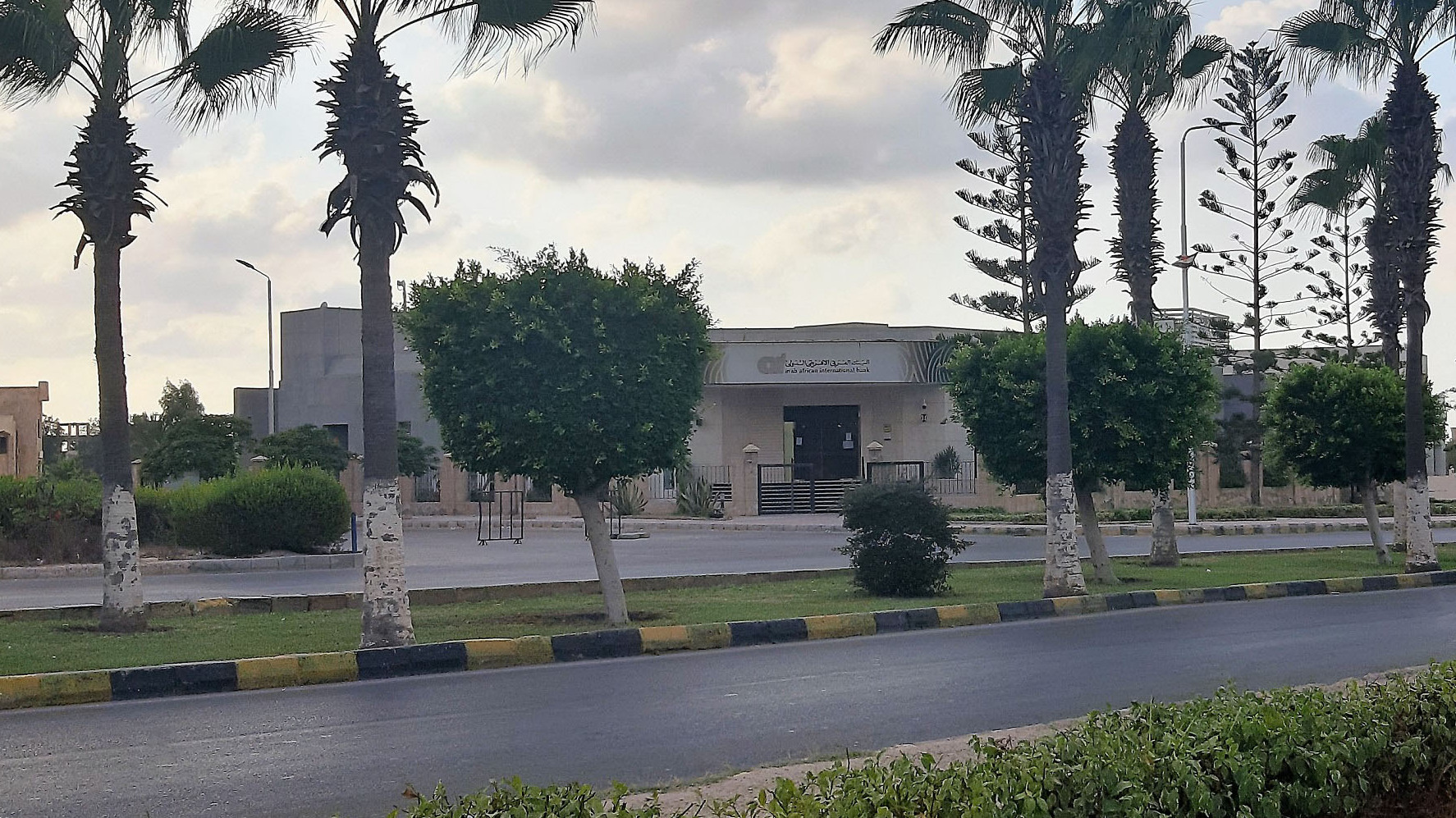
واشنطونية في مدينة برج العرب الجديدة.